# IC 506
IC 506 је елиптична галаксија у сазвјежђу Хидра која се налази на листи објеката дубоког неба у Индекс каталогу.
Деклинација објекта је + 4° 18' 1" а ректасцензија 8h 23m 30,7s. Привидна величина (магнитуда) објекта IC 506 износи 13,7 а фотографска магнитуда 14,7. IC 506 је још познат и под ознакама MCG 1-22-9, CGCG 32-16, NPM1G +04.0158, PGC 23536.